# Colina (udde)
Colina är en udde i Antarktis. Den ligger i Västantarktis. Argentina, Chile och Storbritannien gör anspråk på området.
Terrängen inåt land är kuperad åt nordost, men åt sydväst är den platt. Havet är nära Colina åt sydväst. Trakten är obefolkad. Det finns inga samhällen i närheten.